# U Andromedae
Ne doit pas être confondu avec υ (Upsilon) Andromedae.
Désignations
U Andromedae (en abréfé U And) est une étoile variable de la constellation d'Andromède, distante d'environ ∼ 2 200 a.l. (∼ 675 pc) de la Terre. C'est une étoile variable de type Mira et a un type spectral de M6e. U Andromedae est sa désignation d'étoile variable.
Sa luminosité varie de plusieurs magnitudes avec une période moyenne de 347,7 jours, bien que la durée exacte de chaque cycle varie quelque peu. De même, la magnitude de chaque maximum et minimum varie. La magnitude apparente moyenne est de 11,6, avec une magnitude maximale moyenne de 9,9. Les maxima les plus brillants enregistrés sont de magnitude 9,0 et les minima les plus faibles de magnitude 15,0. La montée vers la luminosité maximale est plus rapide que la baisse vers le minimum, prenant en moyenne 40 % de la période.
La grande amplitude, la longue période et la forme de la courbe de lumière signifient que U Andromedae est classée comme une étoile variable de type Mira, un type d'étoile géante qui fait partie de la branche asymptotique des géantes. Sa variabilité a été observée pour la première fois par Thomas David Anderson en 1894 et 1895,. Les étoiles de la branche asymptotique des géantes ont épuisé à la fois l'hydrogène et l'hélium dans leurs noyaux et ne sont pas assez massives pour fusionner le carbone et l'oxygène, de sorte qu'elles fusionnent de manière erratique l'hélium et l'hydrogène dans des coquilles à l'extérieur du noyau.